# Lacul Nebunu
Lacul Nebunu este o arie protejată de interes național ce corespunde categoriei a I-a IUCN (rezervație naturală strictă de tip mixt), situată în județul Tulcea pe teritoriul administrativ al comunei Pardina.

## Localizare
Aria naturală se află în extremitatea central-nordică a județului Tulcea (în partea nord-vestică a Deltei Dunării), în sudul Brațului Chilia, pe teritoriul sudic al satului Pardina.

## Descriere
Rezervația naturală cu o suprafață de 115 ha. a fost declarată arie protejată prin Legea Nr.5 din 6 martie 2000, publicată în Monitorul Oficial al României, Nr.152 din 12 aprilie 2000 (privind aprobarea Planului de amenajare a teritoriului național - Secțiunea a III-a - zone protejate) și este inclusă în Parcul Național Delta Dunării (rezervație a biosferei) aflat pe lista patrimoniului mondial al UNESCO.

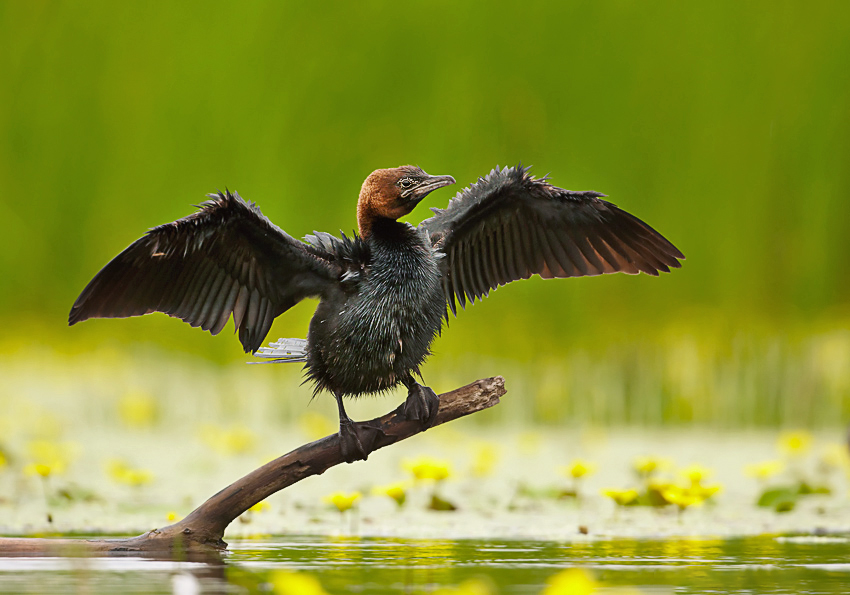
Cormoran mic (Phalacrocorax pygmeus)

Aria naturală reprezintă o zonă umedă (depresiuni de altitudine medie, depresiuni inundabile cu specii vegetale hidrofile, ochiuri de apă, canale, gârle, stufăriș) inclusă în complexul lacustru Șontea - Furtuna. 
Rezervația găzduiește și asigură condiții de cuibărit și hrană pentru mai multe  păsări migratoare, de pasaj sau sedentare, cu specii de: țigănuș (Plegadis falcinellus), stârc roșu (Ardea purpurea), stârc galben (Ardeola ralloides), stârc cenușiu (Ardea cinerea), găinușă de baltă (Gallinula chloropus), cormoran mic (Phalacrocorax pygmeus), cristei de baltă (Rallus aquaticus) sau corcodel mic (Tachybaptus ruficollis).
Lacul Nebunu oferă condiții prielnice de reproducere pentru mai multe specii de pești din ihtiofauna României, printre care: lin (Tinca tinca), somn (Silurus glanis), țipar (Misgumus fossilis), caracudă (Carassius carassius), crap (Cyprinus carpio), zvârlugă (Cobitis taenia) sau biban european (Perca fluviatilis) .